# Richard Byron (2e baron Byron)
Richard Byron, 2e baron Byron (1606 - 4 octobre 1679) est un noble anglais, royaliste, homme politique et partisan de Charles Ier pendant la guerre civile anglaise.

## Biographie
Byron est le fils de John Byron (décédé en 1625) et d'Anne Molyneux, et petit-fils du parlementaire John Byron (décédé en 1623).
Il participe à la Bataille d'Edgehill en tant que «vaillant colonel» et est fait chevalier en 1642. Il est également diplômé de l'Université d'Oxford, en 1642, avec une maîtrise ès arts (MA). Il occupe le poste de gouverneur de Newark, Nottinghamshire et gouverneur du château d'Appleby, Westmorland. Il accède au titre de 2e baron Byron en 1652 à la mort de son frère John Byron (1er baron Byron).
Lord Byron est décédé en 1679, et est remplacé par son fils William Byron (3e baron Byron) (né en 1636).

## Famille
Lord Byron épouse Elizabeth Rossell, fille de Gervase Rossell et Margaret Whalley. Ils ont six enfants, dont William Byron (3e baron Byron) (1636–1695) et Catherine Byron, qui épouse William Stanhope (1626-1703).
Il épouse Elizabeth Booth, fille de George Booth, 1er baronnet et Katharine Anderson, après 1651. Ils n'ont pas d'enfants.